# Michelle Olivares
Michelle Eingel Olivares Acevedo (Santiago, 4 de abril de 2002) es una futbolista chilena que juega como defensa del Colo-Colo de la Primera División de fútbol femenino de Chile y en la Selección Chilena.

## Trayectoria
Llegó a Universidad de Chile a los 13 años. En 2016, consiguió ser campeona por primera vez con la U por el torneo Apertura 2016 con la sub-17, volviendo a levantar la copa en el Clausura 2016 logrando el bicampeonato con la categoría, además gritaría campeón con la categoría sub-15 del club en 2016 y 2017. 
En 2018 sumó sus primeros minutos con el plantel de honor de Universidad de Chile, en paralelo, fue pieza clave en la sub-17 logrando llegar a semifinales del torneo donde caerían por 3-2 ante Colo-Colo, donde Michelle anotó los 2 goles de la escuadra azul. 
En 2019 fue promovida al primer equipo donde logró hacerse con la titularidad disputando un total de 21 partidos a lo largo del año, sumando 1.743 minutos y aportando con 6 goles y 7 asistencias al equipo. 
Para 2020 perdió terreno debido a una expulsión en la tercera fecha del campeonato, aun así fue parte del histórico plantel de Universidad de Chile que logró el subcampeonato tras perder por 2-0 ante Santiago Morning en Viña del Mar, Michelle disputó 6 partidos en la campaña sumando un total de 376 minutos jugados.
Para 2021 se alza como una de las grandes figuras del título azul, siendo una pieza clave en el esquema de la U y sumando una gran cantidad de minutos además de ser una de las jugadoras más queridas por la hinchada. 
A mediados de febrero del 2022 anuncia que no seguirá en Club de Fútbol Universidad de Chile y a principios de marzo es confirmada como nueva jugadora de Colo-Colo.

## Selección nacional
A nivel sub-17, fue parte de la nómina de la selección chilena en el Campeonato Sudamericano Femenino de 2018 disputado en Argentina. 
En la sub-20, estuvo en los planteles que participaron en los Sudamericanos de Argentina 2020 y Chile 2022. También formó parte de la sub-20 en los Juegos Suramericanos de 2022. 
Debutó en la selección chilena adulta el 12 de noviembre de 2022, en un empate 1-1 ante Filipinas.  Junto a la selección consiguió la medalla de plata en los Juegos Panamericanos de 2023. 
En 2025, fue convocada para representar a Chile en la CONMEBOL Copa América Femenina. 

### Partidos internacionales
| Selección chilena | Selección chilena | Selección chilena |
| Año               | Partidos          | Goles             |
| ----------------- | ----------------- | ----------------- |
| 2022              | 1                 | 0                 |
| 2023              | 10                | 0                 |
| 2024              | 6                 | 2                 |
| 2025              | 4                 | 1                 |
| Total             | 21                | 3                 |

## Estadísticas

### Clubes
| Club                 | País  | Año               |
| -------------------- | ----- | ----------------- |
| Universidad de Chile | Chile | 2015-2021         |
| Colo-Colo            | Chile | 2022 - actualidad |

## Palmarés

### Campeonatos nacionales
| Título              | Club                 | País  | Año    |
| ------------------- | -------------------- | ----- | ------ |
| Campeonato Nacional | Universidad de Chile | Chile | 2016-A |
| Campeonato Nacional | Universidad de Chile | Chile | 2021   |
| Campeonato Nacional | Colo-Colo            | Chile | 2022   |
| Campeonato Nacional | Colo-Colo            | Chile | 2023   |
| Campeonato Nacional | Colo-Colo            | Chile | 2024   |